# Verein für Bewegungsspiele Eppingen 1921 1980-1981
Questa voce raccoglie le informazioni riguardanti il Verein für Bewegungsspiele Eppingen 1921 nelle competizioni ufficiali della stagione 1980-1981.

## Stagione
Nella stagione 1980-1981 l'Eppingen, allenato da Heiner Ueberle, concluse il campionato di 2. Bundesliga al 20º posto. In Coppa di Germania l'Eppingen fu eliminato al primo turno dall'Alemannia Aquisgrana.

## Rosa
| N. |                     | Ruolo | Calciatore           |
| -- | ------------------- | ----- | -------------------- |
|    | Germania (bandiera) | P     | Volker Gebhard       |
|    | Germania (bandiera) | P     | Michael Moser        |
|    | Germania (bandiera) | D     | Rainer Götter        |
|    | Germania (bandiera) | D     | Martin Kunzmann      |
|    | Germania (bandiera) | D     | Otis Nachbar         |
|    | Germania (bandiera) | D     | Klaus Rechkemmer     |
|    | Germania (bandiera) | D     | Friedhelm Sturm      |
|    | Germania (bandiera) | C     | Reiner Ackermann     |
|    | Croazia (bandiera)  | C     | Ante Duvnjak         |
|    | Germania (bandiera) | C     | Friedbert Hillesheim |

| N. |                     | Ruolo | Calciatore         |
| -- | ------------------- | ----- | ------------------ |
|    | Germania (bandiera) | C     | Wolfgang Krenn     |
|    | Germania (bandiera) | C     | Martin Kübler      |
|    | Germania (bandiera) | C     | Erwin Rupp         |
|    | Germania (bandiera) | C     | Gerhard Schäfer    |
|    | Germania (bandiera) | C     | Klaus Spannenkrebs |
|    | Germania (bandiera) | C     | Klaus Teichmann    |
|    | Germania (bandiera) | A     | Harry Griesbeck    |
|    | Germania (bandiera) | A     | Peter Jakob        |
|    | Germania (bandiera) | A     | Wolfgang Loes      |
|    | Germania (bandiera) | A     | Klaus Sterz        |

## Organigramma societario
Area tecnica
- Allenatore: Heiner Ueberle
- Allenatore in seconda:
- Preparatore dei portieri:
- Preparatori atletici:

## Calciomercato

### Sessione estiva
| Acquisti | Acquisti           | Acquisti        | Acquisti |
| R.       | Nome               | da              | Modalità |
| -------- | ------------------ | --------------- | -------- |
| D        | Martin Kunzmann    | VfR Mannheim    |          |
| A        | Wolfgang Loes      | SV Neckargerach |          |
| C        | Gerhard Schäfer    | MTV Ingolstadt  |          |
| C        | Klaus Spannenkrebs | SV Kuppenheim   |          |
| A        | Klaus Sterz        | Würzburg        |          |
| D        | Friedhelm Sturm    | Heilbronn       |          |

| Cessioni | Cessioni       | Cessioni   | Cessioni |
| R.       | Nome           | a          | Modalità |
| -------- | -------------- | ---------- | -------- |
| C        | Gerhard Kern   | Sandhausen |          |
| D        | Rüdiger Menges | Sandhausen |          |
| A        | Roland Vogel   | Sandhausen |          |

### Sessione invernale
| Acquisti | Acquisti | Acquisti | Acquisti |
| R.       | Nome     | da       | Modalità |
| -------- | -------- | -------- | -------- |

| Cessioni | Cessioni | Cessioni | Cessioni |
| R.       | Nome     | a        | Modalità |
| -------- | -------- | -------- | -------- |

## Risultati

### 2. Bundesliga

#### Girone di andata
| Arbitro: | Filla |

|                                            |           |                                  |
| Sarroca 62’ Hofmann 76’ Alvarez 89’ (rig.) | Marcatori | 18’ Rupp 34’ (rig.) Spannenkrebs |

| Arbitro: | Dölfel |

|                                       |           |                                  |
| Spannenkrebs 32’ (rig.) Ackermann 69’ | Marcatori | 57’ (rig.) Neumann 61’ Cestonaro |

| Arbitro: | Kühne |

|                           |           |  |
| Tochtermann 72’ Reich 89’ | Marcatori |  |

| Arbitro: | Sahner |

|                    |           |                                      |
| Rupp 70’ Sterz 90’ | Marcatori | 26’ Döring 51’ Ludwig 76’, 89’ Hampl |

| Arbitro: | Jupe |

|              |           |               |
| Katsaros 15’ | Marcatori | 37’ Teichmann |

| Arbitro: | Wilhelmi |

|                        |           |                          |
| Rupp 7’, 79’ Sterz 80’ | Marcatori | 69’ Kiefer 83’ Respondek |

| Arbitro: | Matheis |

|          |           |                |
| Loes 60’ | Marcatori | 7’ Leiendecker |

| Arbitro: | Andres |

|           |           |           |
| Todzi 42’ | Marcatori | 75’ Sturm |

| Arbitro: | Glaw |

|                      |           |            |
| Schäfer 38’ Rupp 73’ | Marcatori | 77’ Schauß |

| Arbitro: | Werner |

|                                                             |           |  |
| Dreher 12’, 30’ Kurbos 32’ Susser 50’ Täuber 52’ Nickel 68’ | Marcatori |  |

| Arbitro: | Hellwig |

|          |           |                                           |
| Loes 22’ | Marcatori | 14’, 80’ Fischl 35’ Mühldorfer 81’ Gerber |

| Arbitro: | Huster |

|                                                           |           |          |
| Franusch 26’ (rig.) Kling 28’ Grünewald 41’ Bein 55’, 60’ | Marcatori | 74’ Loes |

| Arbitro: | Dahler |

|                             |           |          |
| Rupp 6’ Harforth 56’ (aut.) | Marcatori | 76’ Linz |

| Arbitro: | Vielsack |

|                           |           |               |
| Schrade 6’ Reich 20’, 66’ | Marcatori | 54’ Griesbeck |

| Arbitro: | Luca |

|  |           |                                                    |
|  | Marcatori | 42’, 78’ Größler 43’ Schmitz 55’ Sommerer 89’ Besl |

| Arbitro: | Luca |

|                       |           |          |
| Metzler 13’ Klein 55’ | Marcatori | 68’ Rupp |

| Arbitro: | Schraivogel |

|                                  |           |  |
| Griesbeck 30’, 46’, 87’ Loes 68’ | Marcatori |  |

| Arbitro: | Filla |

|           |           |  |
| Jambo 17’ | Marcatori |  |

| Arbitro: | Binninger |

|                        |           |  |
| Rupp 78’ Ackermann 90’ | Marcatori |  |

#### Girone di ritorno
| Arbitro: | Schumann |

|                                                                |           |             |
| Ackermann 4’ Alvarez 42’ (aut.) Schäfer 49’ Jakob 56’ Loes 83’ | Marcatori | 90’ Hofmann |

| Arbitro: | Theobald |

|                               |           |  |
| Neumann 36’ (rig.) Collet 90’ | Marcatori |  |

| Arbitro: | Gschwender |

|               |           |                              |
| Griesbeck 21’ | Marcatori | 33’, 67’ Birner 78’ Schulzke |

| Arbitro: | Ermer |

|                                   |           |           |
| Ludwig 5’ Wielandt 19’ Zaczyk 62’ | Marcatori | 27’ Jakob |

| Arbitro: | Werner |

|           |           |               |
| Jakob 24’ | Marcatori | 53’ Förschner |

| Arbitro: | Dölfel |

|                                      |           |          |
| Böhni 39’ Schlindwein 59’ Kiefer 82’ | Marcatori | 65’ Loes |

| Arbitro: | Dahler |

|                                                       |           |               |
| Michelberger 2’, 50’ Leiendecker 53’, 73’ Aumeier 72’ | Marcatori | 55’ Teichmann |

| Arbitro: | Stelzer |

|                         |           |                      |
| Jakob 46’ Griesbeck 88’ | Marcatori | 15’ Malter 85’ Todzi |

| Arbitro: | Joos |

|                |           |           |
| Kappes 9’, 55’ | Marcatori | 70’ Jakob |

| Arbitro: | Niebergall |

|               |           |  |
| Teichmann 80’ | Marcatori |  |

| Arbitro: | Dücker |

|                           |           |               |
| Gerber 13’, 15’ Basic 44’ | Marcatori | 88’ Ackermann |

| Arbitro: | Kuhn |

|  |           |                       |
|  | Marcatori | 21’ Trumpf 75’ Martin |

| Arbitro: | Jupe |

|                      |           |         |
| Linz 27’, 67’ (rig.) | Marcatori | 8’ Loes |

| Eppingen 15 aprile 1981 33ª giornata | Eppingen | 0 – 0 referto | Ulma | Hugo Koch Stadion (1 500 spett.)\| Arbitro: \| Glaw \| |
| Arbitro:                             | Glaw     |               |      |                                                        |

| Bayreuth 24 aprile 1981 34ª giornata | Bayreuth    | 0 – 0 referto | Eppingen | Hans-Walter-Wild Stadion (2 900 spett.)\| Arbitro: \| Aulenbacher \| |
| Arbitro:                             | Aulenbacher |               |          |                                                                      |

| Arbitro: | Föckler |

|           |           |                        |
| Krenn 47’ | Marcatori | 49’ Metzler 76’ Schaub |

| Arbitro: | Hontheim |

|            |           |  |
| Traser 71’ | Marcatori |  |

| Arbitro: | Boos |

|  |           |                                                                      |
|  | Marcatori | 14’ Fritsche 27’ Demange 39’ Petersen 45’ Grétarsson 90’ Margeirsson |

| Arbitro: | Dücker |

|                                                      |           |            |
| Oehrlein 2’, 75’ Nathmann 7’, 50’ Mattern 58’ (rig.) | Marcatori | 8’ Schäfer |

### Coppa di Germania
| Arbitro: | Pauly |

|                                               |           |  |
| Bertrams 69’ Runge 76’ (rig.) Clute-Simon 79’ | Marcatori |  |

## Statistiche

### Statistiche di squadra
| Competizione      | Punti | In casa | In casa | In casa | In casa | In casa | In casa | In trasferta | In trasferta | In trasferta | In trasferta | In trasferta | In trasferta | Totale | Totale | Totale | Totale | Totale | Totale | DR  |
| Competizione      | Punti | G       | V       | N       | P       | Gf      | Gs      | G            | V            | N            | P            | Gf           | Gs           | G      | V      | N      | P      | Gf     | Gs     | DR  |
| ----------------- | ----- | ------- | ------- | ------- | ------- | ------- | ------- | ------------ | ------------ | ------------ | ------------ | ------------ | ------------ | ------ | ------ | ------ | ------ | ------ | ------ | --- |
| 2. Bundesliga     | 22    | 19      | 7       | 5       | 7       | 30      | 36      | 19           | 0            | 3            | 16           | 14           | 50           | 38     | 7      | 8      | 23     | 44     | 86     | -42 |
| Coppa di Germania | -     | 0       | 0       | 0       | 0       | 0       | 0       | 1            | 0            | 0            | 1            | 0            | 3            | 1      | 0      | 0      | 1      | 0      | 3      | -3  |
| Totale            | 22    | 19      | 7       | 5       | 7       | 30      | 36      | 20           | 0            | 3            | 17           | 14           | 53           | 39     | 7      | 8      | 24     | 44     | 89     | -45 |

### Andamento in campionato
| Giornata  | 1  | 2  | 3  | 4  | 5  | 6  | 7  | 8  | 9  | 10 | 11 | 12 | 13 | 14 | 15 | 16 | 17 | 18 | 19 | 20 | 21 | 22 | 23 | 24 | 25 | 26 | 27 | 28 | 29 | 30 | 31 | 32 | 33 | 34 | 35 | 36 | 37 | 38 |
| --------- | -- | -- | -- | -- | -- | -- | -- | -- | -- | -- | -- | -- | -- | -- | -- | -- | -- | -- | -- | -- | -- | -- | -- | -- | -- | -- | -- | -- | -- | -- | -- | -- | -- | -- | -- | -- | -- | -- |
| Luogo     | T  | C  | T  | C  | T  | C  | C  | T  | C  | T  | C  | T  | C  | T  | C  | T  | C  | T  | C  | C  | T  | C  | T  | C  | T  | T  | C  | T  | C  | T  | C  | T  | C  | T  | C  | T  | C  | T  |
| Risultato | P  | N  | P  | P  | N  | V  | N  | N  | V  | P  | P  | P  | V  | P  | P  | P  | V  | P  | V  | V  | P  | P  | P  | N  | P  | P  | N  | P  | V  | P  | P  | P  | N  | N  | P  | P  | P  | P  |
| Posizione | 16 | 15 | 17 | 20 | 19 | 14 | 15 | 14 | 12 | 16 | 18 | 19 | 17 | 19 | 19 | 20 | 18 | 19 | 18 | 16 | 17 | 18 | 18 | 18 | 18 | 19 | 19 | 20 | 19 | 20 | 20 | 20 | 20 | 18 | 19 | 19 | 20 | 20 |

Legenda:

Luogo: C = Casa; T = Trasferta. Risultato: V = Vittoria; N = Pareggio; P = Sconfitta.

### Statistiche dei giocatori
| Giocatore       | 2. Bundesliga | 2. Bundesliga | 2. Bundesliga | 2. Bundesliga | Coppa di Germania | Coppa di Germania | Coppa di Germania | Coppa di Germania | Totale   | Totale | Totale      | Totale     |
| Giocatore       | Presenze      | Reti          | Ammonizioni   | Espulsioni    | Presenze          | Reti              | Ammonizioni       | Espulsioni        | Presenze | Reti   | Ammonizioni | Espulsioni |
| --------------- | ------------- | ------------- | ------------- | ------------- | ----------------- | ----------------- | ----------------- | ----------------- | -------- | ------ | ----------- | ---------- |
| R. Ackermann    | 23            | 4             | 1             | 0             | 0                 | 0                 | 0                 | 0                 | 23       | 4      | 1           | 0          |
| A. Duvnjak      | 16            | 0             | 0             | 0             | 1                 | 0                 | 0                 | 0                 | 17       | 0      | 0           | 0          |
| V. Gebhard      | 37            | 0             | 0             | 0             | 1                 | 0                 | 0                 | 0                 | 38       | 0      | 0           | 0          |
| H. Griesbeck    | 29            | 6             | 2             | 0             | 0                 | 0                 | 0                 | 0                 | 29       | 6      | 2           | 0          |
| R. Götter       | 32            | 0             | 5             | 0             | 1                 | 0                 | 0                 | 0                 | 33       | 0      | 5           | 0          |
| F. Hillesheim   | 1             | 0             | 0             | 0             | 0                 | 0                 | 0                 | 0                 | 1        | 0      | 0           | 0          |
| P. Jakob        | 17            | 5             | 0             | 0             | 0                 | 0                 | 0                 | 0                 | 17       | 5      | 0           | 0          |
| W. Krenn        | 15            | 1             | 1             | 0             | 0                 | 0                 | 0                 | 0                 | 15       | 1      | 1           | 0          |
| M. Kunzmann     | 35            | 0             | 2             | 0             | 1                 | 0                 | 0                 | 0                 | 36       | 0      | 2           | 0          |
| M. Kübler       | 20            | 0             | 0             | 0             | 1                 | 0                 | 0                 | 0                 | 21       | 0      | 0           | 0          |
| W. Loes         | 33            | 7             | 4             | 0             | 1                 | 0                 | 0                 | 0                 | 34       | 7      | 4           | 0          |
| M. Moser        | 2             | 0             | 0             | 0             | 0                 | 0                 | 0                 | 0                 | 2        | 0      | 0           | 0          |
| O. Nachbar      | 23            | 0             | 0             | 1             | 0                 | 0                 | 0                 | 0                 | 23       | 0      | 0           | 1          |
| K. Rechkemmer   | 28            | 0             | 1             | 0             | 1                 | 0                 | 0                 | 0                 | 29       | 0      | 1           | 0          |
| E. Rupp         | 37            | 8             | 3             | 0             | 1                 | 0                 | 0                 | 0                 | 38       | 8      | 3           | 0          |
| G. Schäfer      | 33            | 3             | 1             | 0             | 1                 | 0                 | 0                 | 0                 | 34       | 3      | 1           | 0          |
| K. Spannenkrebs | 19            | 2             | 1             | 2             | 1                 | 0                 | 0                 | 0                 | 20       | 2      | 1           | 2          |
| K. Sterz        | 14            | 2             | 1             | 0             | 1                 | 0                 | 0                 | 0                 | 15       | 2      | 1           | 0          |
| F. Sturm        | 35            | 1             | 5             | 0             | 0                 | 0                 | 0                 | 0                 | 35       | 1      | 5           | 0          |
| K. Teichmann    | 37            | 3             | 1             | 0             | 1                 | 0                 | 0                 | 0                 | 38       | 3      | 1           | 0          |